# Battaglia di Capo Henry
La battaglia di Capo Henry venne combattuta il 16 marzo 1781 nelle acque antistanti Capo Henry in Virginia tra una squadra navale britannica agli ordini dell'ammiraglio Mariot Arbuthnot e una francese sotto l'ammiraglio Charles Sochet des Touches, durante i più vasti eventi della campagna di Yorktown della guerra d'indipendenza americana.
La squadra di des Touches era salpata da Newport per andare a supportare i reparti americani impegnati contro i britannici sul fronte della Virginia, ma fu tallonata dalle navi di Arbuthnot e infine raggiunta prima che potesse fare il suo ingresso nella baia di Chesapeake; nel seguente scontro, le due flotte manovrarono ripetutamente per assumere la migliore posizione, per poi scontrarsi senza tuttavia riuscire a infliggersi danni significativi. Benché lo scontro in sé si fosse concluso senza un chiaro vincitore, Arbuthnot fu in grado di assicurarsi l'ingresso della baia di Chesapeake cosa che spinse i francesi a ritirarsi e rientrare alla base senza essere riusciti ad appoggiare i loro alleati sulla terraferma.

## Antefatti
Nel dicembre 1780, il comandante in capo delle forze britanniche in America del nord generale Henry Clinton inviò il brigadier generale Benedict Arnold (un americano che aveva defezionato a favore dei britannici nel settembre precedente) con circa 1 700 soldati in Virginia allo scopo di occupare e fortificare la cittadina di Portsmouth. Il comandante delle forze americane generale George Washington rispose a questa mossa inviando verso sud una piccola armata agli ordini del generale Gilbert du Motier de La Fayette per contrastare le forze di Arnold; nel tentativo di intrappolare la forza di Arnold tra le truppe di Lafayette e un distaccamento navale degli alleati francesi, Washington chiese all'ammiraglio Charles Sochet des Touches, comandante della squadra navale francese distaccata a Newport, di intervenire. Des Touches, tuttavia, era impensierito dalla presenza della di poco più ampia flotta britannica del Nordamerica del viceammiraglio Mariot Arbuthnot, ancorata a Gardiners Bay sulla punta orientale di Long Island, ed era riluttante a intervenire.
Una grossa tempesta all'inizio del febbraio 1781 danneggiò diverse delle unità di Arbuthnot, cosa che spinse des Touches a inviare una squadra di tre vascelli verso sud poco dopo; quando queste unità raggiunsero la baia di Chesapeake, le navi britanniche che supportavano il contingente di Arnold si spostarono verso i bassifondi di Elizabeth River, dove i vascelli francesi non potevano inseguirli. Le navi francesi fecero quindi rientro verso Newport potendo annoverare come unico successo la cattura della fregata HMS Romulus, una delle diverse unità britanniche inviate a investigare circa i movimenti dei francesi; questo modesto successo, unito agli incoraggiamenti da parte di Washington, spinse tuttavia des Touches a intraprendere un'operazione di più ampio respiro: l'8 marzo 1781, dopo l'arrivo di Washington a Newport, des Touches salpò con la sua intera flotta e 1 200 soldati da impiegare in operazioni di sbarco, facendo rotta per la baia di Chesapeake.
Il viceammiraglio Arbuthnot era stato messo sull'avviso sul fatto che des Touches stesse progettando qualcosa, ma non apprese della partenza delle navi francesi fino al 10 marzo: alla notizia salpò immediatamente da Gardiner Bay all'inseguimento del nemico. Benché partite in ritardo, le navi britanniche erano avvantaggiate dal disporre di una copertura di rame della carena, cosa che consentiva loro una maggiore velocità, e sfruttando i venti favorevoli raggiunsero Capo Henry in Virginia il 16 marzo leggermente in anticipo rispetto alla squadra di des Touches.

## La battaglia
Entrambe le flotte schieravano otto navi nella loro linea di battaglia, ma i britannici disponevano di una superiorità quanto a potenza di fuoco: i britannici avevano sei vascelli da 74 o 64 cannoni oltre al grosso HMS London da 90 cannoni (la nave meglio armata dei due schieramenti) e al più piccolo HMS Adamant da 50 cannoni, mentre i francesi schieravano sei vascelli da 74 o 64 cannoni, il vascello Duc de Bourgogne da 84 cannoni e la recentemente catturata fregata ex britannica Romulus da 44 cannoni. Quando alle 06:00 del 16 marzo Arbuthnot avvistò la flotta francese in direzione nord-est, le sue navi si trovavano a circa 74 chilometri a est-nord est di Cape Henry; Arbuthnot si fece sotto, e des Touches schierò le sue unità in una linea di battaglia con prua verso ovest, seguendo il vento. Tra le 8:00 e le 9:00 i venti iniziarono a girare, ma la visibilità rimase scarsa e le due flotte si ritrovarono a manovrare per diverse ore nel tentativo di guadagnare una posizione dominante; solo alle 13:00 il vento si stabilizzò in direzione nord-est, e Arbuthnot, un navigatore migliore del francese, si avventò sulla retroguardia nemica mentre entrambe le flotte viravano verso est-sud est procedendo controvento. Des Touches, nel tentativo di levarsi da questa cattiva posizione, diede alle sue navi l'ordine di strambare in sequenza, e ruppe la sua linea davanti all'avanzata dei britannici: con questa mossa il francese cedette la posizione migliore al britannico, dando ad Arbuthnot il vantaggio di determinare l'attacco, ma posizionò le sue navi a favore di vento consentendo loro di aprire i portelli dei cannoni dei ponti inferiori anche con il mare agitato, cosa che invece i britannici non potevano fare senza il rischio di imbarcare troppa acqua.

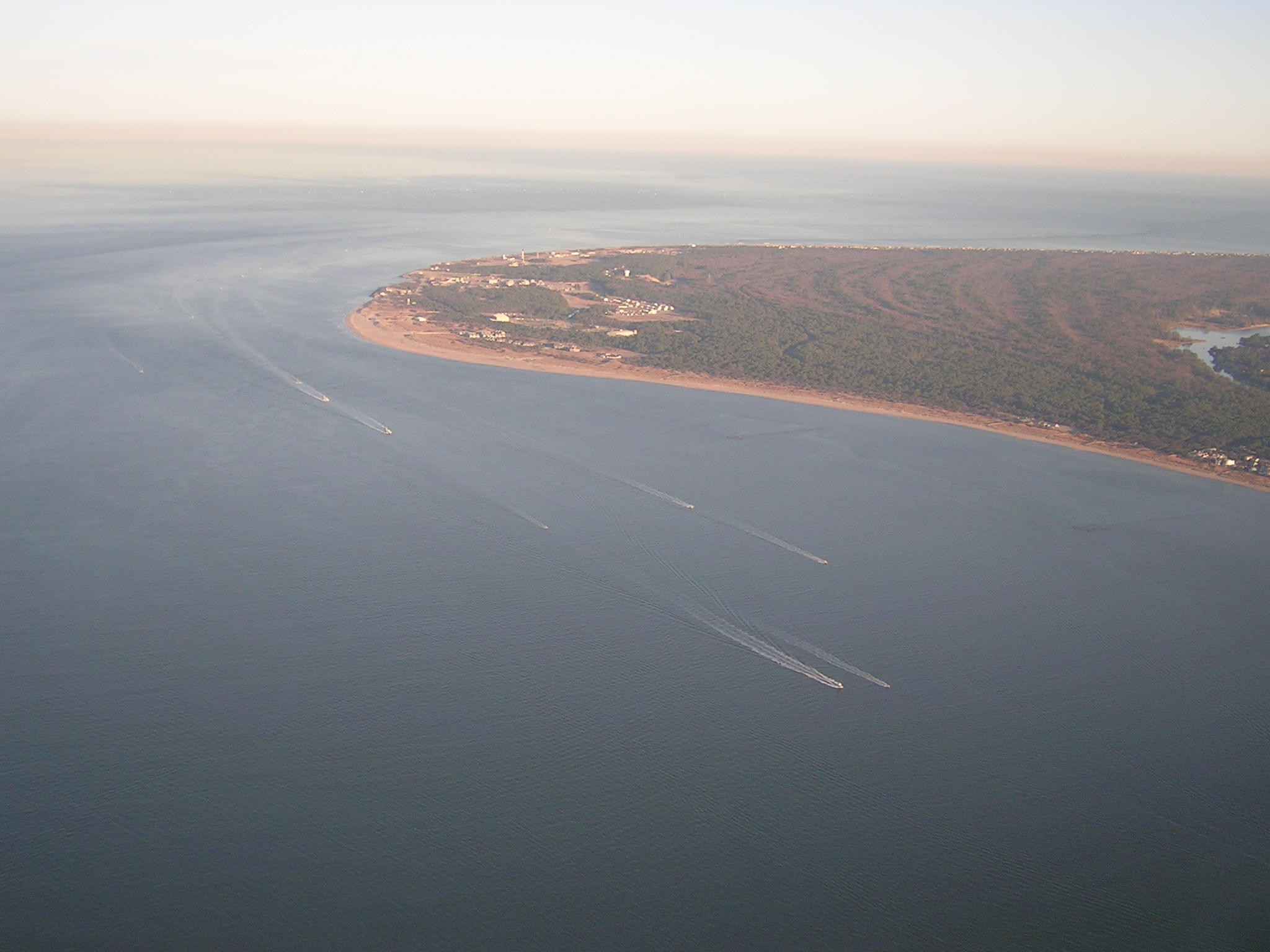
Veduta odierna di Cape Henry in Virginia

Arbuthnot rispose alla manovra francese ordinando alle sue navi di virare; quando le unità in testa alla linea di battaglia britannica eseguirono la manovra si ritrovarono completamente esposte al tiro delle navi francesi, e di conseguenza iniziarono a riportare danni significativi: i vascelli Robust, Europe e Prudent divennero praticamente ingovernabili a causa dei danni patiti a vele e sartiame. Arbuthnot diede il segnale di mantenere compatta la linea, e le unità britanniche sfilarono accanto ai vascelli danneggiati; des Touches, a questo punto, ordinò nuovamente alla sua flotta di virare in successione e le navi francesi si ritrovarono ancora una volta in ottima posizione per cannoneggiare le unità di testa della linea britannica, abbattendo il pennone di gabbia del London prima di rompere il contatto e dirigere verso est.

## Conseguenze
Le perdite francesi ammontarono 69 o 72 morti e 95 o 112 feriti, mentre i britannici registrarono 30 morti e 67 o 73 feriti. Arbuthnot diresse all'interno della baia di Chesapeake, frustrando così l'obiettivo principale della missione di des Touches e spingendo i francesi a fare ritorno a Newport; dopo aver sbarcato 2 000 soldati in rinforzo alle truppe di Arnold, Arbuthnot fece quindi vela per il porto di New York. Arbuthnot lasciò il comando della flotta e fece ritorno in Gran Bretagna in luglio a causa dell'età avanzata e della sua infermità, ponendo fine a un burrascoso, difficile e improduttivo rapporto con il generale Clinton.
Il generale Washington, deluso per l'esito fallimentare della missione, scrisse un rapporto piuttosto critico nei confronti di des Touches; il dispaccio fu intercettato dai britannici e pubblicato da un giornale in Inghilterra, portando a una dura risposta a Washington da parte del generale Jean-Baptiste Donatien de Vimeur de Rochambeau, comandante in capo delle forze francesi dislocate in Nordamerica. L'ammiraglio Jacques-Melchior Saint-Laurent, Conte di Barras, che arrivò in maggio per prendere il comando delle forze navali dislocate a Newport, giustificò il fallimento di des Touches nel portare il suo attacco: «è un principio di guerra che uno dovrebbe rischiare molto per difendere le proprie posizioni e molto poco per attaccare quelle del nemico»; lo storico navale Alfred Thayer Mahan scrisse in proposito che «questa avversione per il rischio [...] spiega molto la mancanza di successi per i francesi nella guerra».
Una volta appreso del fallimento della spedizione francese, Lafayette piegò a nord per riunirsi al grosso dell'esercito di Washington, ma questi gli ordinò di rimanere in Virginia perché aveva appreso dell'arrivo dei rinforzi per le forze di Arnold. Anche se la missione francese di supporto a Lafayette si risolse in un fallimento, le susseguenti operazioni di supporto navale guidate dall'ammiraglio François Joseph Paul de Grasse portarono nel settembre 1781 all'importante vittoria nella battaglia di Chesapeake, la quale pose le basi per il blocco delle forze britanniche in Virginia a Yorktown.